# 八瀬 (京都市)
八瀬（やせ）は、京都府京都市左京区にある地名。ここでは「八瀬」を町名に冠する京都市左京区の各町を包括する広域地名として用いる。
東に比叡山地、西に若丹山地に挟まれた渓谷に位置する。南北に八瀬川（高野川）が流れ、八瀬川に沿って敦賀街道が通る。名産品に柴漬がある。

## 地名の由来
村伝によると、古来より八瀬は「矢脊」と称し、壬申の乱の折、この地で天武天皇が背中に矢傷を負ったという故事に由来するといわれているが、歴史学的な見地から否定されている。また八瀬川には七瀬・余瀬・美濃瀬など急な「瀬」が多く、「八＝たくさんの」瀬と称したともいわれる。
延喜年中（901年 - 923年）より「八瀬」表記に改められた。
村伝によると、古来より八瀬は「矢脊」と称し、壬申の乱の折、この地で天武天皇が背中に矢傷を負ったという故事に由来するといわれているが、歴史学的な見地から否定されている。また、七瀬・余瀬・美濃瀬など、八瀬川には急な「瀬」が多いことから「八＝たくさんの」瀬と称したともいわれる。延喜年中（901年 - 923年）より「八瀬」表記に改められた。

## 交通

### 道路
国道367号線（敦賀街道）

### 鉄道
- 叡山電鉄叡山本線
  - 八瀬比叡山口駅（八瀬野瀬町）

### バス
- 京都バス

### 注
1. ↑  『大和本紀』による。